# ポータブルコンピュータ

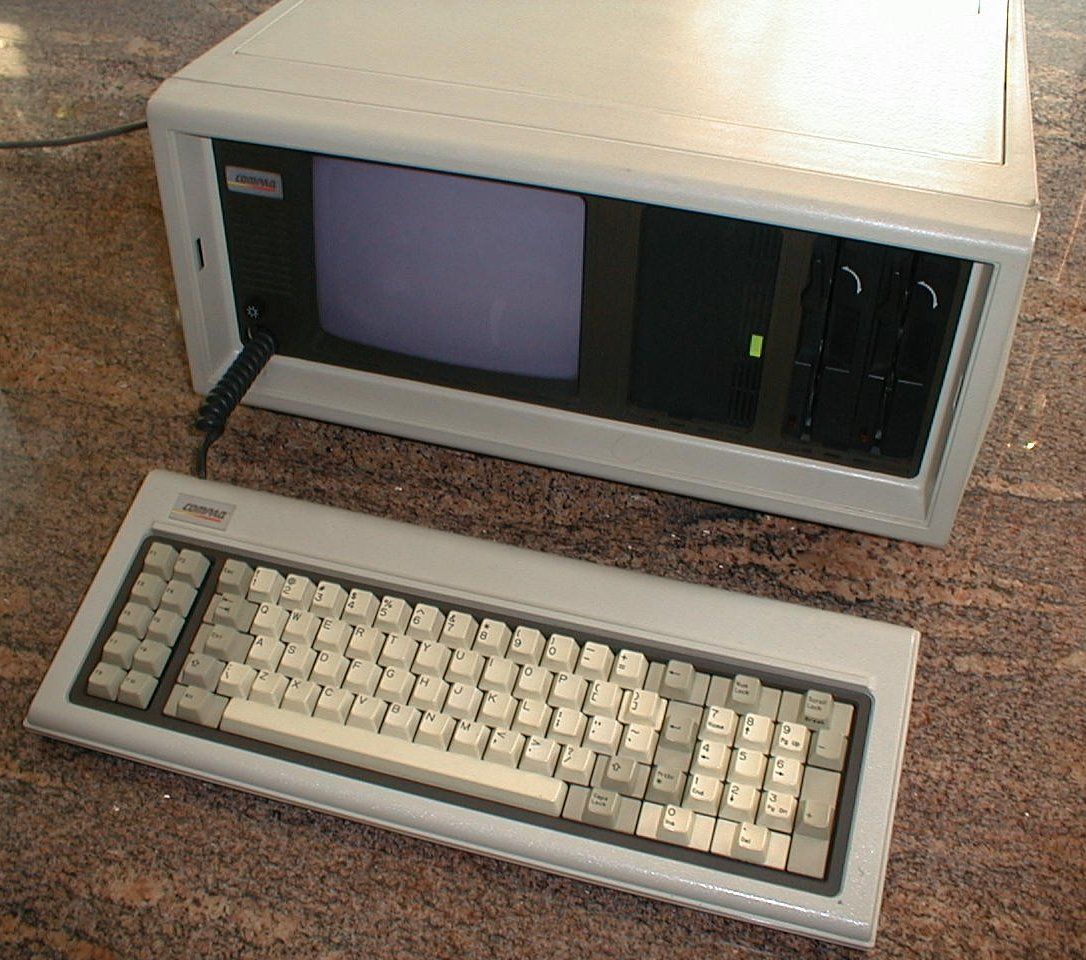
最初のポータブルなIBM PC互換機であるCompaq Portable

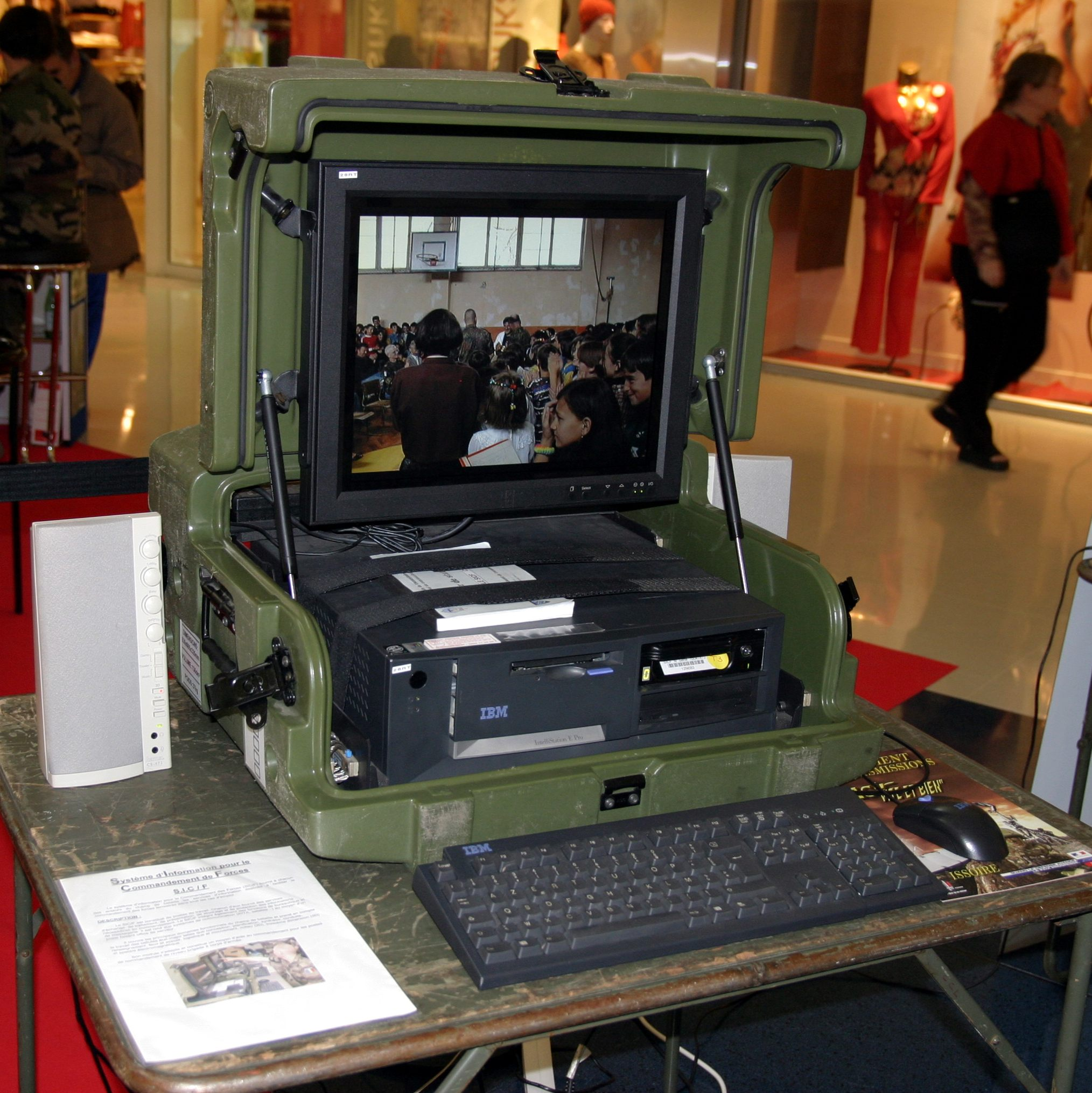
補強ケースに収められた、現代のミリタリータイプのモバイルコンピュータ

ポータブルコンピュータ（英：portable computer）とは、ある場所から別の場所へ、ディスプレイやキーボードを含めて移動できるよう設計されたコンピュータである。

## 概要
ポータブルコンピュータはマイクロコンピュータの1種である。そのサイズや形状より「ランチボックス」、「ラゲッジ」、あるいはアーキテクチャにより「ポータブルワークステーション」、「ポータブルパーソナルコンピュータ」と呼ばれる場合もある。
ポータブルコンピュータの一般的な意味は持ち運びができるコンピュータを指すが、狭義にはデスクトップ置換コンピュータを指して用いられることもある。この場合、デスクトップと同等の機器を備え、さらに携帯性を持たせたコンピュータという意味となる。ここで、ラップトップ（ノートパソコン）や他の携帯機器との最大の相違点は、標準的なマザーボードまたはバックプレーンや、デスクトップパソコンと同様の拡張スロットを備えることである。これにより、用途に応じてA/D変換や通信プロトコル (IEEE-488, 1553) などに対応したカードを挿入することで機能拡張できる。また、標準3-1/2" ドライブを使用することで、大容量のディスクストレージを備える。
世界初の市販ポータブルコンピュータは、1975年発売の重さ50ポンドのIBM 5100である。次にメジャーになったのは、重さ24ポンドCP/M搭載のOsborne 1 (1981) と重さ28ポンド100% IBM PC互換のCompaq Portable (1983) である。これら"luggable"（どうにか持ち運べる）コンピュータは、バッテリー駆動による携帯性は備えていなかった。ポータブルがより小型化し、バッテリーによる携帯性を備えたコンピュータは、ラップトップやハンドヘルドコンピュータとなった。
据え置き型のデスクトップコンピュータと比べて、ポータブルコンピュータは持ち運べるという自由度がコンピュータをより身近にした。さらに、携帯性、ワイヤレスインターネット通信速度、バッテリー容量の進歩によって、便利さが大幅に向上した。現代では、ポータブルコンピュータはより小型化し、特にモバイルコンピュータと呼ばれる。そして、ポータブルコンピュータとは、通常ラップトップコンピュータよりも大きく、ATX マザーボードやPS/2型の電源を備え、バッテリー駆動式でないコンピュータを指す。モバイルコンピュータは、ラップトップ、ノートPC、PDA（スマートフォン）、ウェアラブルコンピュータとさらに小型化していっている。

## 参照
1. 1 2  Shanna Freeman. “What was the first portable computer?”. 2018年12月10日閲覧。
2. ↑  Petre, Reza Rawassizadeh, Blaine A Price, Marian. “Wearables: Has the Age of Smartwatches Finally Arrived? | January 2015 | Communications of the ACM”. cacm.acm.org. 2017年5月5日閲覧。